# Procatedral de San Diego
La procatedral de San Diego anteriormente conocida como la Iglesia Parroquial de San Diego o la Iglesia Parroquial de San Didacus antes de su declaración como pro-catedral en 1994, es una iglesia de principios del siglo XX en la Silay, Negros Occidental en Filipinas. Es la única pro-catedral fuera de la capital nacional de Manila, y es única en Negros Occidental por ser la única iglesia en la provincia con una cúpula o domo.